# Kassawa

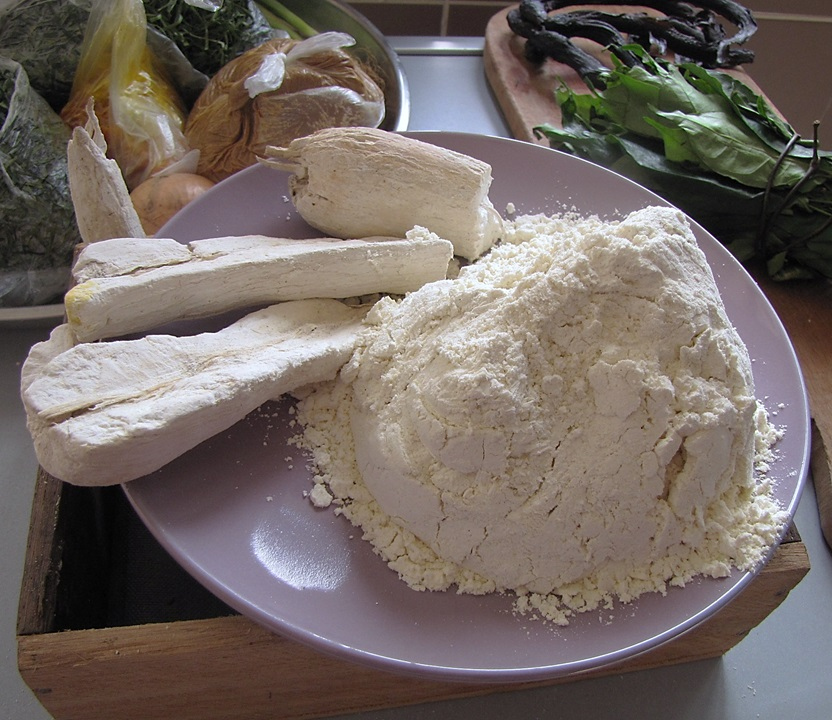
Wysuszone bulwy i mąka – kassawa

Kassawa (hiszp. cazabe = „chleb z tapioki”, z indiań. kasabi) – granulowana mączka z bulw manioku jadalnego.
Ze zmielonych lub startych bulw manioku otrzymuje się masę, która po wysuszeniu i prażeniu jest mielona. Powstająca w ten sposób mąka (kassawa) służy do wypieku chleba, sporządzania i przyprawiania różnych potraw oraz produkcji alkoholu.
Z kassawy otrzymuje się  tapiokę.